# 高梨まり
高梨 まり（たかなし　まり、1987年2月2日 - ）は、日本のグラビアアイドル、タレント、レースクイーン。
神奈川県出身。プリッツコーポレーション所属。

## 人物
- 同じ事務所の楠真依[2]と佐藤彩奈[3]は高校時代の同級生で、佐藤とは2年 - 3年時にクラスが一緒だったという[4]。

## 主な活動

### レースクイーン
- 2006年 SUPER GT RAYBRIGレースクイーン（他のメンバーは吉川ひとみ、佐野未来）
- 2007年 SUPER GT Clarionレースクイーン
- 2008年 SUPER GT YellowHat YMS Lady(他のメンバーは松田亜衣、藤田ちひろ)
- 2009年 SUPER GT PHILIPSサーキットレディ(「フィリップス」にかけて「まりっぷす」と呼んでいた)

### イベント
- 2007年 HERO'Sラウンドガール
- 2008年 キリンジョッキーズ
- 2009年 京王閣競輪場イメージガール
- 2009年 三ツ矢サイダーオールゼロ　キャンペーンガール

### その他
- 日刊ゲンダイ ＠失礼します（2008年12月29日）

## 出演

### テレビ
- 中居正広の金曜日のスマたちへ（TBS）
- オールスター感謝祭（TBS）